# جامع زمرد خاتون
مرقد السيدة زبيدة أو جامع زمرد خاتون، وهو من المراقد الأثرية المشهورة القديمة في العراق، ويقع في مقبرة الشيخ معروف في جانب الكرخ من بغداد، ويحوي قبراً ينسب خطأ إلى السيدة زبيدة، وتعلو المرقد منارة مخروطية الشكل، وذكرت المصادر التاريخية إنها ليست زبيدة زوج هارون الرشيد بل هو مرقد السيدة زمرد خاتون أم الناصر لدين الله العباسي، وزوجة المستضيء بأمر الله، المتوفاة عام 599 هجرية/ 1202م، وقربها قبر عائشة خاتون أم أحمد باشا والي بغداد وزوجة حسن باشا الوالي في العهد العثماني.

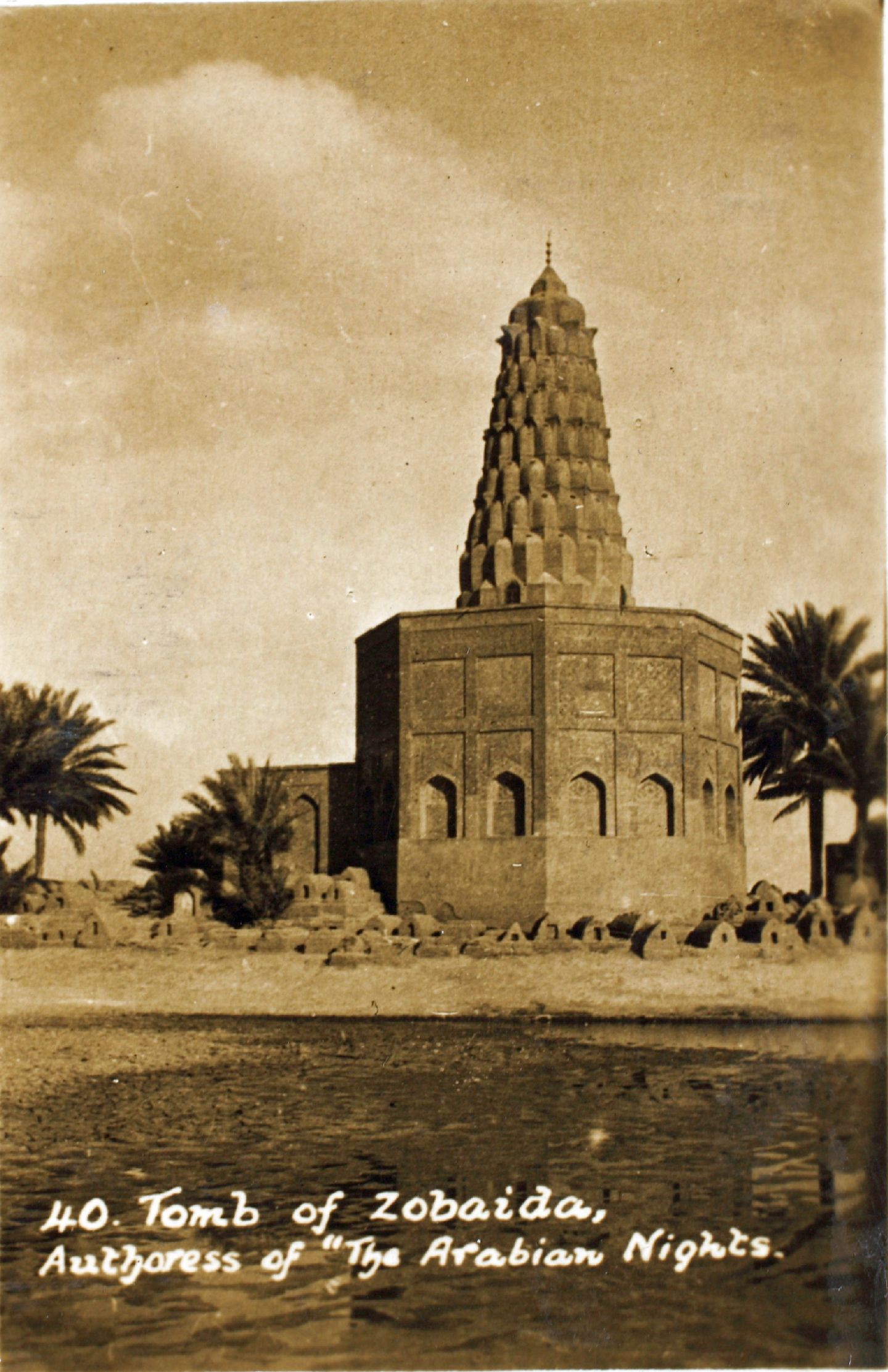
مرقد زمرد خاتون عام 1924

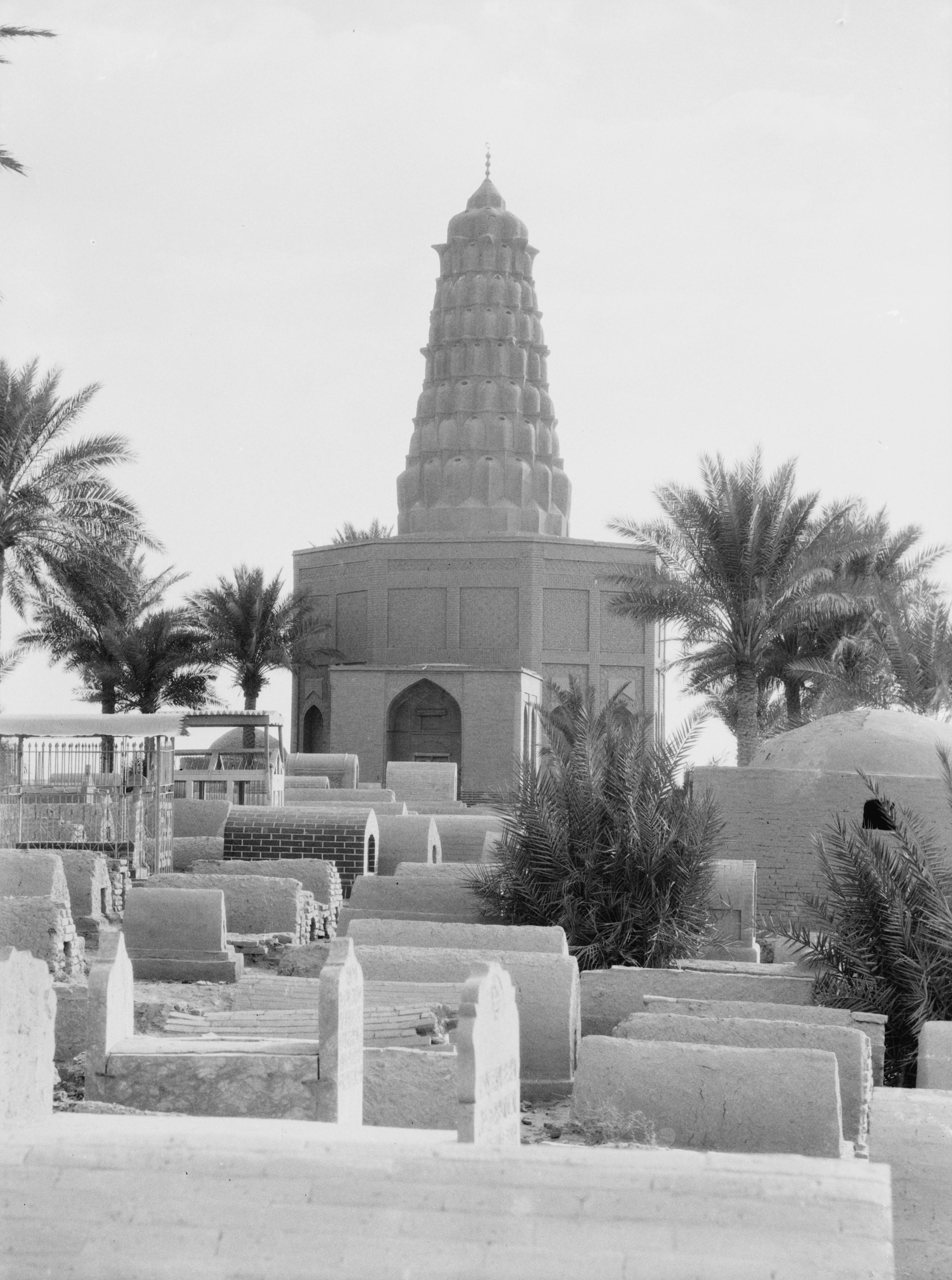
مرقد السيدة زمرد خاتون أم الناصر لدين الله العباسي في وسط مقبرة الشيخ معروف عام 1932

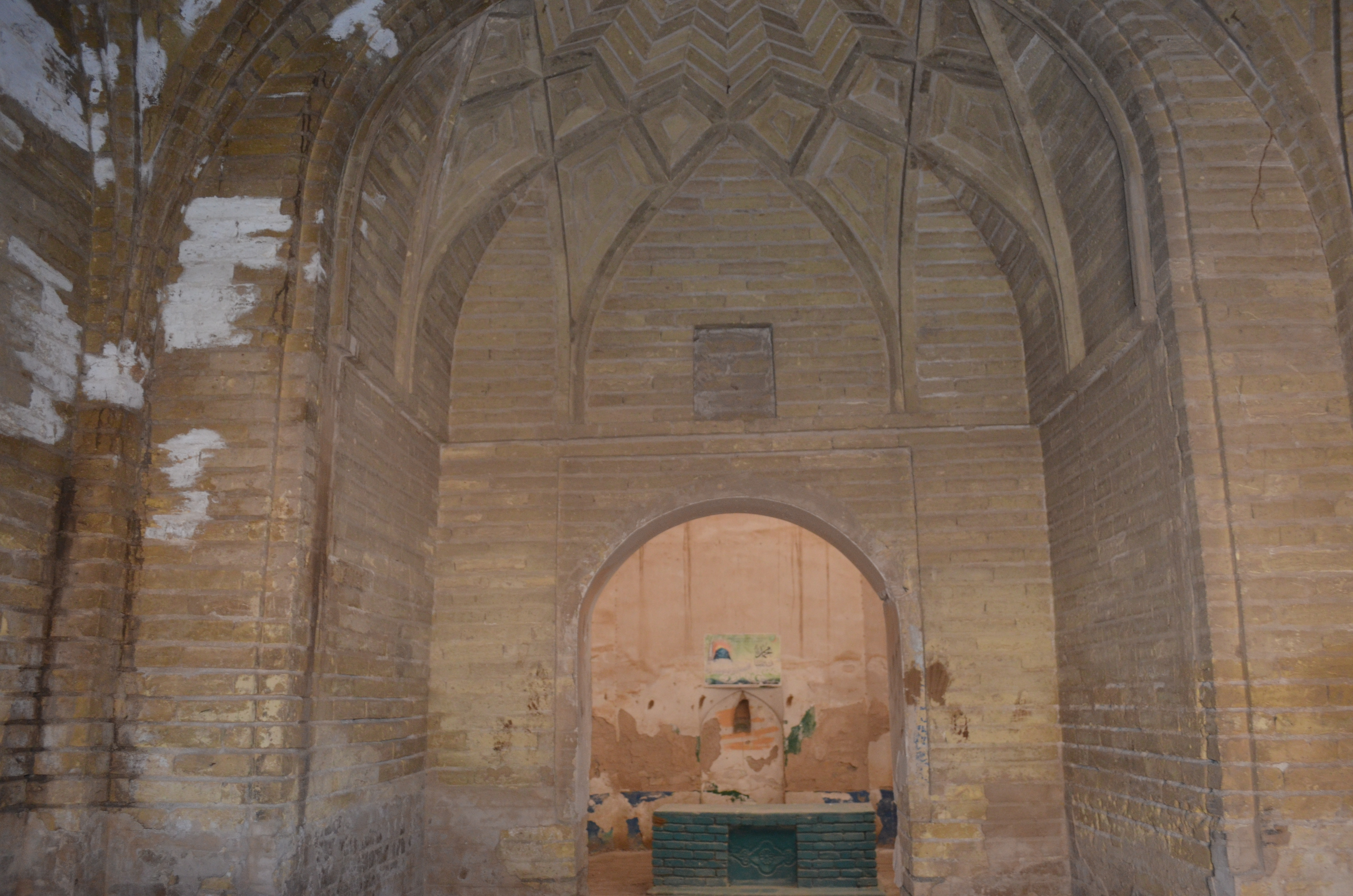
مشهد للمرقد من الداخل

وبني بالقرب من القبر مسجد مخصص للصلاة على الجنائز وعرف باسم مسجد السيدة زبيدة أو مسجد زمرد خاتون، ولقد هدم المسجد كليا في عام 1195 هـ، وأعاد سليمان باشا بناؤه عام 1200 هـ. وكان مبنى المسجد واسع البنيان يحوي قبة مخروطية الشكل بديعة المنظر، وهي من نوادر الفن المعماري الإسلامي في عهد الخلافة العباسية، وأعاد سليمان باشا بناؤه عام 1200 هـ، وتعتبر مئذنة المسجد، التي بنيت في وقت سابق من قبل السلاجقة في القرن الثاني عشر، هي من أقدم المئاذن في بغداد.

وكان من المعروف ان زمرد خاتون قد شيدت لنفسها مشهداً قبل وفاتها وألحقت به مدرسة وأوقفت عليهما اوقافاً كثيراً، وكان البناء متيناً جداً لأنه شيد بالطابوق والجص وكسيت جدرانه من الداخل بالجص أيضًَا، فقاوم عوامل التخريب وظل شاخصاً إلى يومنا هذا. اما المدرسة فقد اندثرت ولم يبق من آثارها شيء. ولهذا يعد هذا الموقع فريداً في شكله، جميلاً في مظهره. وامتاز بتقنيته وعناصره المعمارية والزخرفية النادرة.

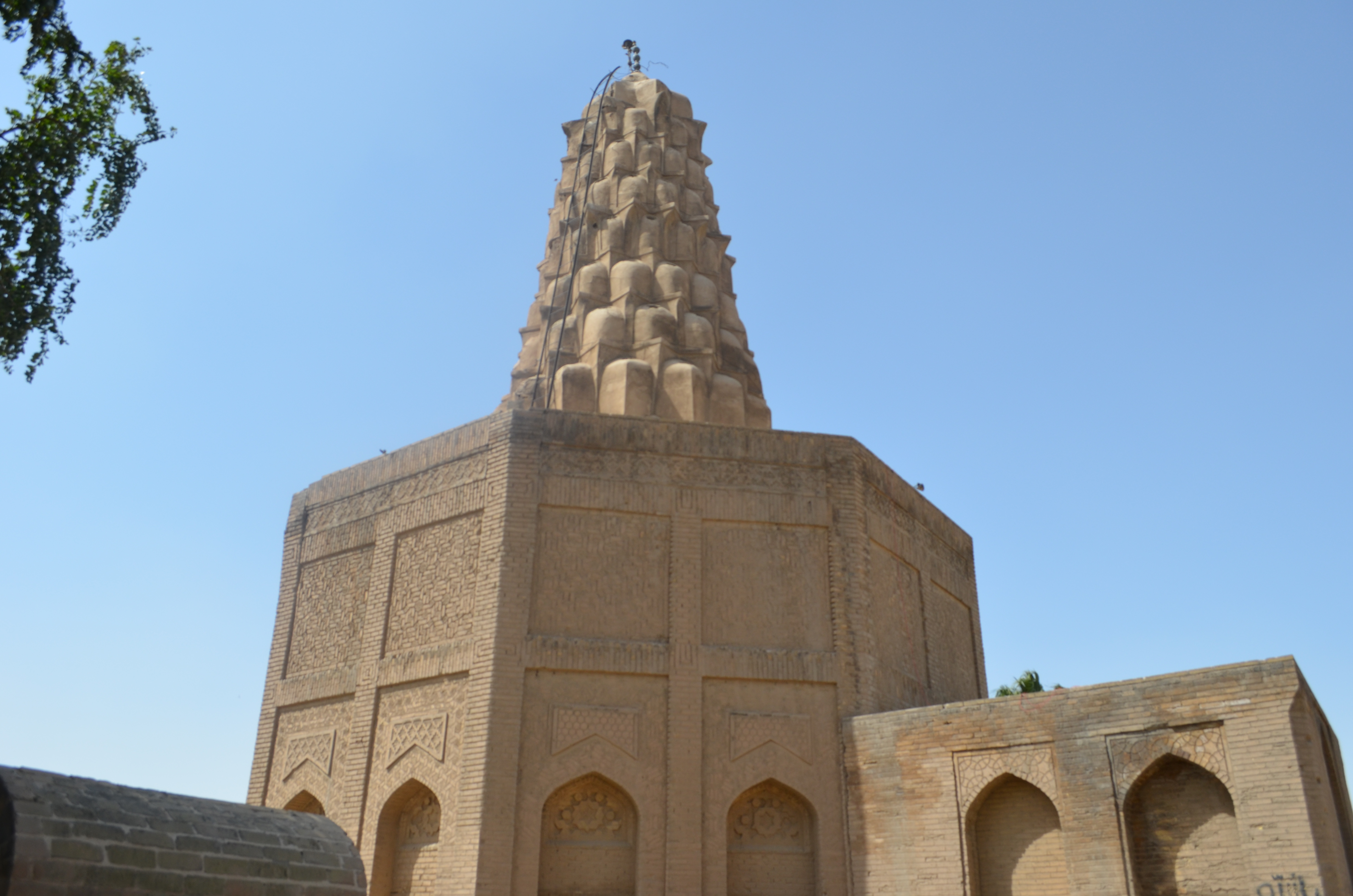
مرقد السيدة زمرد خاتون أم الناصر لدين الله العباسي ويسمى مرقد السيدة زبيدة

## عمارة الجامع
تعد قبة زمرد خاتون أجمل تجسيد للقباب المخروطية في العراق، فهي تجمع عناصر معمارية وزخرفية تمثل نقلة نوعية في فنون العمارة بين الأجيال السابقة واللاحقة لهذا الفن الأصيل.

يتكون المبنى من غرفة مثمنة من الداخل والخارج يبلغ طول ضلعها 7.65 متر من الخارج وترتفع بمقدار 8.30 متر وجدرانها سميكة جدا تزيد في اسفلها على ثلاثة امتار. ويتوسط المدخل أحد اضلاعها الشمالية وينفتح عليه من الجهة اليسرى ببوابة سلم يقود إلى السطح من داخل الجدران. والحق به بناء مستطيل به غطى المدخل وكون دهليزا يتصل بالباب الاصلي. وزينت جدران البناء من الخارج بحنايا ذوات عقود مدببة مطولة لا تغور كثيراً داخل الجدران وترتفع إلى مستوى معــين من بدن الغرفة ويبلغ عددها اثنــتين في كل ضلع، وتخـلو بواطن هذه الحنايا من التشكيلات الزخرفية ولكن يعلوها صف من اشكال مستطيلة منخفضة قليلاً عن مستوى وجه الجدار وعددها اثنان في كل ضلع، وفيها تشكيلات زخرفية دقيقة محفورة على الاجر. اما جدران الغرفة من الداخل فخالية من أية تشكيلات معمارية أو زخرفية عدا حنية المحراب التي تقابل المدخل تماماً.

### القبة المقرنصة

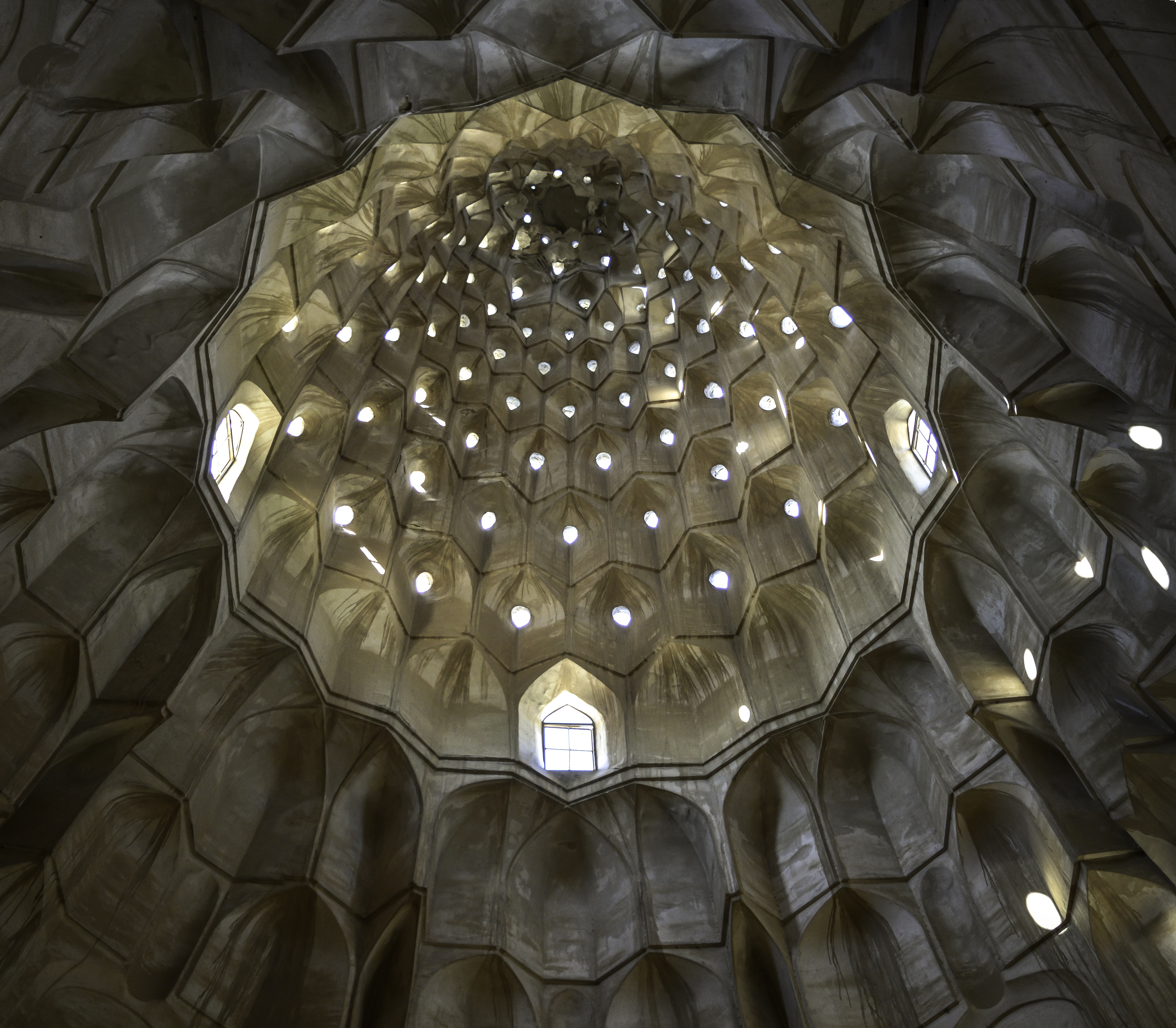
قبة قبر زمرد خاتون من الداخل

وتقوم على الغرفة أعلاه قبة مقرنصة مخروطية يبلغ ارتفاعها 13.30 متر، واستخدم المعمار هنا المقرنصات للحصول على هذا الشكل المخروطي المقبب من الخارج والمكوّن من حنايا ذوات عقود مدببة مائلة أو بارزة إلى الامام من الداخل. ويبلغ عدد صفوف المقرنصات من الداخل اثني عشر صفاً صممت الثلاثة الأولى من الأسفل بتقنية خاصة، أما الصفوف التسعة التالية فيتألف كل صف منها من ست عشرة مقرنصة أو حنية تميل إلى الداخل كلما ارتفعت إلى الأعلى وتنتهي بشكل نجمة ثمانية ترتفع فوقها قبة ثمانية أيضًَا يتوجها رأس مخروطي مدبب.
ويُشغل كل ضلع من داخل المئذنة بثلاث حنايا أو مقرنصات، الوسطى منها عريضة نسبياً ولا يبرز عقدها إلى الأمام ويحيط بها من اليمين واليسار مقرنصة أو حنية مسطحة ذات عقد مدبب مطول يبرز إلى الامام. وتتكرر هذه التشكيلة ثماني مرات وتصبح كل من المقرنصتين الضيقتين متجاورتين، وتكون رؤوسهما قاعدة المقرنصة في الصف الثاني والتي برز رأسها إلى الأمام أكثر من بروز رؤوس الحنايا في الصف الأول. وتتبادل هذه الحنية مع حنيتين أو مقرنصتين مجوفتين يكون تجويفهما امتداداً للحنية الرئيسية في الصف الأول، اما الصف الثالث فمقرنصاته مرتبة بشكل معين ناتج عن تقاطع عقدين تنشأ عنهما وحدة من ثلاث مقرنصات وتتكرر بشكل دائري. أما من الخارج فيبلغ عدد صفوف المقرنصات تسعة فقط، وثمة أربع نوافذ في الصف الأول من المقرنصات يشغل كل منها تجويفاً من تجويفات الحنايا. وبالإضافة إلى ذلك فهناك فتحات دائرية أخرى تشغل قمة كل حنية من الصفوف التالية، الغرض منها ادخال النور إلى داخل التربة. تتكون الزخارف التي تشغل بطون المستطيلات من حشوات هندسية ذات زخارف نباتية حفرت تفريغاً على الطابوق، وتتنوع الاشكال الهندسية فتضم معينات وأشكال نجوم مثمنة ومثلثات ومربعات ومستطيلات وأشكالاً أخرى رتبت في اوضاع جميلة ضمن تشكيلة تتلاحم فيها هذه الاشكال مع اشكال أخرى نتجت عن التفنن في صف الطابوق غير المزخرف بأوضاع مختلفة. وتتألف الزخارف النباتية هنا من اغصان تلتف وتلتوي لتتكيف مع الاشكال الهندسية التي تؤطرها وتنتهي بمراوح وأنصاف مراوح نخيلية. والزخارف النباتية المحفورة تفريغاً والمتلاحمة مع الاشكال الهندسية المعمولة من التفنن في صف الطابوق هي مثال جيد لما وصل اليه هذا الفن في العمارة البغدادية التي تعود إلى نهاية القرن السادس الهجري، وهو الفن الذي بلغ اوج عظمته في النصف الأول من القرن السابع الهجري النصف الأول من القرن الثالث عشر الميلادي كما هو واضح في التشكيلات التي تزين أجزاء واسعة من جدران المدرسة المستنصرية.